# Heinz Wolf (Journalist)
Heinz Wolf (* 26. April 1964 in München) ist ein deutscher Journalist und Fernsehmoderator.

## Leben und Wirken
Heinz Wolf absolvierte ein Studium der Rechtswissenschaften. Er arbeitete bei verschiedenen Fernsehproduktionen mit. Ab 1988 war er Redakteur und Moderator bei Tele 5 im Bereich Aktuelles. In der ZDF-Hauptredaktion Aktuelles ist er seit 1990 als Redakteur und Moderator tätig. Beim ZDF war er von 1990 bis 2001 als Moderator und Redakteur bei heute. Er arbeitete zudem mehrere Jahre in der Redaktion des Jahresrückblicks Album – Bilder eines Jahres
Mitte 1990 war er Autor und Produzent der ZDF-Gerichtsserie Streit um drei.
Seit 1997 präsentiert er die heute-Nachrichten im ZDF-heute-journal. Dort ist er Co-Moderator neben Marietta Slomka. Heinz Wolf war bislang einmal Referent beim Institut zur Förderung publizistischen Nachwuchses.